# Reginald I de Geldern
Reginald I (n. 1255 – d. 9 octombrie 1326, Monfort) a fost conte de Geldern din 10 ianuarie 1271 până la moarte.
Reginald a fost fiul contelui Otto al II-lea cel Șchiop de Geldern cu Filipa de Dammartin.
În 1276, Reginald a fost căsătorit cu Ermengarda de Limburg, fiica unică și moștenitoarea ducelui Waleran al IV-lea de Limburg.
În 1279, el a devenit duce-consort de Limburg, iar când Ermengarda a murit fără a avea copii în 1283, el a devenit singurul conducător al Limburgului. El a pierdut însă acest titlu după ce a pierdut bătălia de la Worringen din 1288.
În 1286, s-a recăsătorit cu Margareta de Flandra (n. 1272–d. 1331), fiică a lui Guy de Dampierre, conte de Flandra și văduvă a principele Alexandru al Scoției. Ei au avut cinci copii:
- Reginald (n. 1295–d. 1343), succesor în comitatul de Geldern
- Margareta, căsătorită cu contele Teodoric al VIII-lea de Cleves
- Guy
- Elisabeta (d. 1354), abatesă de Köln
- Filipa, călugăriță în Köln.

Ruinat financiar după bătălia de la Worringen, Geldern a trecut sub influența socrului lui Reginald, contele de Flandra. După 1318, Reginald a fost înlocuit de fiul său, care l-a luat captiv în 1320, deținându-l în castelul Montfort. 
Reginald I a murit acolo 6 ani mai târziu.
1. ↑  „Reginald I de Geldern”, Gemeinsame Normdatei, accesat în 9 aprilie 2014
2. 1 2 3  The Peerage